# Stenalcidia psilogrammaria
Stenalcidia psilogrammaria är en fjärilsart som beskrevs av Philipp Christoph Zeller 1872. Stenalcidia psilogrammaria ingår i släktet Stenalcidia och familjen mätare. Inga underarter finns listade i Catalogue of Life.